# 密會
《密會》（韓語：밀회）是韓國JTBC於2014年3月17日起播出的月火迷你連續劇，由《妻子的資格》安畔錫導演及鄭成珠作家攜手金喜愛再度共同打造，同時也是編劇及導演第4度合作。講述為了追求成功而只顧眼前利益的藝術財團企劃室長與天才鋼琴家之間的故事，描繪40歲女人與20歲少年的愛情。本劇首播第二集便打敗地上波KBS《陽光滿溢》收視，完結篇收視5.372%更創下綜合編成電視劇收視紀錄第二名。

## 演員陣容

### 主要人物
- 金喜愛 飾演 吳惠媛 （粵語配音：王綺婷）

40歲。出身貧寒，天性善良。得西韓會長資助，隨英友到美國留學。畢業於西韓音大。曾經，音樂就是她的一切。唯因患上腱鞘炎，被迫放棄夢想，但仍擁有辨音能力超強的金耳朶。現為西韓藝術財團企劃室長。雖然為人八面玲瓏，但身邊的人與事把她撕扯得身心俱疲。
- 劉亞仁 飾演 李善宰（粵語配音：陳啟熾）

20歲。單親家庭長大，家境清貧，單純坦率。童年的玩具與玩伴就只有家中一具老舊的鋼琴。沒有接受過正式指導，是天才型的鋼琴家。會以直接的方式解決問題。跟多美、長浩為技職學校同學，為幫媽媽還債兼職當快遞員，還未能畢業。直至偶然的事故，讓他跟惠媛遇上。
- 朴赫權 飾演 姜俊亨（粵語配音：羅偉亮）

42歲。出身很好。畢業於西韓音大，是惠媛等的學長，後成為惠媛丈夫。因妻子的原故，現為西韓鋼琴系主任。愛比較，愛抱怨。

### 西韓藝術財團
- 金惠恩 飾演 徐英友（粵語配音：王夢華）

40歲，畢業於西韓音大，是惠媛的同期。西韓集團會長的獨生女。現為西韓藝術中心代表。自幼喪母。幼稚任性。
- 沈慧珍 飾演 韓娍淑（粵語配音：鄧潔麗）

50歲，出身名交際花，善於察言觀色，也是打探與利用消息的高手。嫁給了集團會長，成了英友的繼母，當上財團理事長。野心極大，與英友衝突不斷。為惠媛提攜了俊亨。在公，是惠媛的直屬上司，在私，讓惠媛幫她打理私吞的財務。
- 金容建 飾演 徐畢遠（粵語配音：李家傑）

74歲，西韓集團會長，英友的父親。喪妻後不懂管教獨生女兒，唯有用金錢權位等留著惠媛，讓其私下監護女兒。
- 張少妍 飾演 世珍

惠媛的秘書。崇拜惠媛，跟鍾秀要好。
- 白知媛 飾演 王靜希（粵語配音：鄭家蕙）

惠媛等的同期同學。現為娍淑的秘書。

### 西韓音大
- 金昌完 飾演 閔龍基（粵語配音：蘇裕邦）

55歲，校長。與娍淑關係親密，二人暗裡勾結。圓滑狡獪。
- 朴宗勳 飾演 趙仁書

40歲，鋼琴科教授。了解原本的惠媛。
- 申志鎬 飾演 池民佑（粵語配音：李家傑）

20歲，鋼琴科一年級生。得惠媛發現他的才華，讓他隨仁書指導，所以一直認定惠媛是老師。
- 許正道 飾演 申鍾秀

姜俊亨的助教。跟世珍很要好。
- 陳寶羅 飾演 鄭宥羅

20歲，鋼琴科一年級生。音樂資質平庸，學習亦不認真。著名占卜師白老師之女。
- 梁敏詠 飾演 金仁珠（粵語配音：鄭家蕙）

42歲，樂器科教授。

### 其他人物
- 景收真 飾演 朴多美（粵語配音：鄭家蕙）

20歲，善宰技職學校的同學，現為美容院實習生，善宰的女朋友。喪母，愛恨分明，直率而粗魯。曾是不良少女，因善宰變乖，自此全心全意地愛著善宰，也跟善宰母非常親近。
- 崔泰煥 飾演 孫長浩

20歲，善宰及多美技職學校的同學，在禹成的夜店當男公關。
- 李康喜 飾演 明華

47歲，善宰的母親。在善宰年幼時，要母兼父職外出工作，為免善宰學壞，把他反鎖家中，寧願不變賣前業主留下的老舊鋼琴，給善宰當玩具。心裡疼愛善宰，但對自己當母親角色很沒自信。
- 尹福仁 飾演 尹智秀（粵語配音：鄧潔麗）

惠媛的同期同學兼好友。沒有工作。趙仁書的妻子，二人非常恩愛。
- 金權 飾演 申禹成（粵語配音：李家傑）

夜店男公關領班。英友的情夫。

### 客串出演
- 張鉉誠 飾演 金仁謙（粵語配音：蘇裕邦）

英友的丈夫，仁珠的哥哥，西韓集團法務組長。

## 收視率
| 集數   | 播出日期   | AGB 收視率 （全國） |
| ------ | ---------- | ------------------- |
| 第1集  | 2014/03/17 | 2.574%              |
| 第2集  | 2014/03/18 | 3.104%              |
| 第3集  | 2014/03/24 | 3.188%              |
| 第4集  | 2014/03/26 | 4.062%              |
| 第5集  | 2014/03/31 | 3.418%              |
| 第6集  | 2014/04/01 | 3.890%              |
| 第7集  | 2014/04/07 | 3.671%              |
| 第8集  | 2014/04/08 | 3.317%              |
| 第9集  | 2014/04/14 | 3.190%              |
| 第10集 | 2014/04/15 | 3.493%              |
| 第11集 | 2014/04/28 | 3.453%              |
| 第12集 | 2014/04/29 | 3.928%              |
| 第13集 | 2014/05/05 | 3.844%              |
| 第14集 | 2014/05/06 | 4.196%              |
| 第15集 | 2014/05/12 | 4.559%              |
| 第16集 | 2014/05/13 | 5.372%              |

## 同時段競爭節目
- KBS：《陽光滿溢》、《Big Man》
- SBS：《神的禮物－14天》、《異鄉人醫生》
- MBC：《奇皇后》、《Triangle》

## 提名及獲獎列表
| 年度   | 頒獎典禮           | 獎項                        | 入圍者   | 結果 |
| 2014年 | 第50屆百想藝術大賞 | 電視劇作品賞                | 《密會》 | 提名 |
| 2014年 | 第50屆百想藝術大賞 | 男子最優秀演技賞（TV部門）  | 劉亞仁   | 提名 |
| 2014年 | 第50屆百想藝術大賞 | 導演賞（TV部門）            | 安畔錫   | 獲獎 |
| 2014年 | 第50屆百想藝術大賞 | 劇本賞（TV部門）            | 鄭成珠   | 獲獎 |
| 2014年 | 第50屆百想藝術大賞 | 男子人氣賞（TV部門）        | 劉亞仁   | 提名 |
| 2014年 | 第三屆大田電視劇節 | 中篇電視劇 男子最優秀演技賞 | 劉亞仁   | 提名 |
| 2014年 | 第三屆大田電視劇節 | 中篇電視劇 女子最優秀演技賞 | 金喜愛   | 獲獎 |
| 2014年 | 第三屆大田電視劇節 | 男子配角賞                  | 金昌完   | 提名 |
| 2014年 | 第三屆大田電視劇節 | 男子配角賞                  | 朴赫權   | 提名 |
| 2014年 | 第三屆大田電視劇節 | 女子配角賞                  | 金惠恩   | 獲獎 |
| 2014年 | 第三屆大田電視劇節 | 女子新人賞                  | 慶收真   | 提名 |
| 2014年 | 第三屆大田電視劇節 | 劇本賞                      | 鄭成珠   | 獲獎 |

## 其他
2014年4月21日、22日，因世越號沉沒事故停播。

## 外部連結
- 韓國JTBC官方網站

| JTBC 月火劇                                   | JTBC 月火劇                                 | JTBC 月火劇 |
| --------------------------------------------- | ------------------------------------------- | ----------- |
|                                               | 密會 （2014年3月17日 - 2014年5月13日）      |             |
| 我們能相愛嗎 （2014年1月6日 - 2014年3月11日） | 宥娜的街 （2014年5月19日 - 2014年11月11日） |             |

| 香港 Now 101台 星期一至五 21:30 - 22:30                | 香港 Now 101台 星期一至五 21:30 - 22:30          | 香港 Now 101台 星期一至五 21:30 - 22:30       |
| ------------------------------------------------------ | ------------------------------------------------ | --------------------------------------------- |
|                                                        | 密會 （2015年6月16日 - 2015年7月17日）           |                                               |
| 神仙·老師·狗 （2015年5月5日 - 2015年6月15日）          | 勇敢說出我愛你 （2015年7月20日 - 2015年8月21日） |                                               |
| 香港 ViuTV 星期一至五 13:30 - 14:30 · 9月16日 暫停播映 |                                                  |                                               |
| 魔幻天使 （2016年7月14日 - 2016年8月24日）             | 密會 （2016年8月25日 - 2015年9月28日）           | 民王 特別篇 （2016年9月29日 - 2016年9月30日） |

| 臺灣 龍華影劇台 星期一至五 19:00 - 20:00       | 臺灣 龍華影劇台 星期一至五 19:00 - 20:00    | 臺灣 龍華影劇台 星期一至五 19:00 - 20:00 |
| ---------------------------------------------- | ------------------------------------------- | ---------------------------------------- |
|                                                | 密會 （2017年10月11日 - 2017年11月8日）     |                                          |
| 你鄰居的妻子 （2017年9月1日 - 2017年10月10日） | 評價女王 （2017年11月9日 - 2017年11月17日） |                                          |